# Bystré (district de Vranov nad Topľou)
Pour les articles homonymes, voir Bystré.
Bystré (ancien nom Bystré nad Topľou ; en hongrois : Tapolybeszterce) est un village du district de Vranov nad Topľou, dans la région de Prešov, en Slovaquie.

## Histoire
La première mention écrite du village date de 1312.

## Démographie

### Évolution de la population
| Année:               | 1994. | 2004.   | 2014.   | 2024.   |
| -------------------- | ----- | ------- | ------- | ------- |
| Nombre de personnes: | 2599  | 2668    | 2698    | 2766    |
| Différence:          |       | +2,65 % | +1,12 % | +2,52 % |

| Année:               | 2023. | 2024.   |
| -------------------- | ----- | ------- |
| Nombre de personnes: | 2780  | 2766    |
| Différence:          |       | -0,50 % |